# Zeig mir, wer du bist
Zeig mir, wer du bist (Originaltitel: It’s What’s Inside) ist ein Spielfilm aus dem Jahr 2024 von Regisseur und Drehbuchautor Greg Jardin mit Brittany O’Grady, James Morosini, Alycia Debnam-Carey und Devon Terrell.

## Handlung
Reuben, Forbes, Cyrus, Shelby, Brooke, Maya, Dennis und Nikki sind acht Freunde, die gemeinsam vor einigen Jahren die Universität absolviert hatten. Anlässlich der bevorstehenden Hochzeit von Reuben lädt er die Gruppe auf das Anwesen seiner Familie ein, um vorher gemeinsam im Freundeskreis zu feiern.
Forbes hat zu dem Treffen eine von ihm entwickelte Maschine mitgebracht, mit deren Hilfe man den Geist von jemandem in einen anderen Körper transferieren kann. Die Gruppe lässt sich auf das Experiment ein und es wird Körpertausch betrieben. Die Teilnehmer sollen nun herausfinden, wer in wessen Körper steckt.

## Besetzung und Synchronisation
Die deutschsprachige Synchronisation übernahm die VSI Synchron GmbH. Dialogregie führte Stephan Rabow, der auch das Dialogbuch schrieb.
| Rolle    | Darsteller          | Synchronsprecher |
| -------- | ------------------- | ---------------- |
| Shelby   | Brittany O’Grady    | Magdalena Turba  |
| Cyrus    | James Morosini      | Ozan Ünal        |
| Nikki    | Alycia Debnam-Carey | Julia Meynen     |
| Reuben   | Devon Terrell       | Konrad Bösherz   |
| Dennis   | Gavin Leatherwood   | Tim Schwarzmaier |
| Brooke   | Reina Hardesty      | Marie Hinze      |
| Maya     | Nina Bloomgarden    | Olivia Büschken  |
| Forbes   | David W. Thompson   | Julius Jellinek  |
| Beatrice | Madison Davenport   | Lea Kalbhenn     |

## Produktion und Hintergrund
Der Film wurde von Such Content (Produzent William Rosenfeld), Edith Productions (Colman Domingo und Raúl Domingo) und Boldly Go Productions (Produzentin Kate Andrews) sowie Jason Baum produziert. Dreharbeiten fanden im November 2022 in Portland im US-Bundesstaat Oregon statt.
Die Kamera führte Kevin Fletcher, die Musik schrieb Andrew Hewitt, die Montage verantwortete Regisseur und Drehbuchautor Greg Jardin und das Casting
Mary Vernieu und Sydney Shircliff. Das Szenenbild gestaltete Terry Watson, das Kostümbild Gillian Zwick und den Ton Elliot Hartley. Bei der Produktion handelt es sich um Langspielfilm-Debüt von Greg Jardin.

## Veröffentlichung
Premiere war am 19. Januar 2024 am Sundance Film Festival 2024 in der Sektion Midnight. Am 15. März 2024 wurde der Film am South-by-Southwest-Filmfestival (SXSW) gezeigt.
Auf Netflix wurde der Film am 4. Oktober 2024 veröffentlicht.

## Rezeption
Am 6. Oktober 2024 waren 45 von 56 bei Rotten Tomatoes aufgeführten Kritiken positiv bei einer durchschnittlichen Bewertung von 7,6 der 10 möglichen Punkte. Bei Metacritic erhielt der Film am 6. Oktober 2024 einen Metascore von 57 von 100 möglichen Punkten, der auf 19 Rezensionen basierte.
derwatchdog.de vergab vier von fünf Sternen. Der Film spiele nicht nur mit den Identitäten seiner Figuren, sondern auch mit der Wahrnehmung seines Publikums und erweise sich dadurch als cleveres Verwirrspiel. Neben dem smarten Drehbuch und dem gut aufgelegten Cast sei es vor allem der verspielten Inszenierung zuzuschreiben, dass sich diese Produktion positiv vom sonstigen Horror-Einheitsbrei abhebe.
Oliver Armknecht bewertete den Film auf film-rezensionen.de mit sieben von zehn Punkten. Der Film habe zwar nicht wirklich viel zum Thema Identität zu sagen, mache aber Spaß; vor allem, als die Leute anfangen, ihre hässlichen Seiten zu entblößen.
kinofans.com (vier von fünf Sternen) meinte, dass man schon genau aufpassen müsse, insbesondere, wenn am Ende „Tauschpläne“ erstellt werden. Aber in sich sei der Film stimmig und dabei auch angenehm originell. Gekrönt wird das von einem Ende, das nur konsequent sei.
Die österreichische Programmzeitschrift TV-Media vergab drei von vier Punkten. Der Film erinnere ein wenig an Bodies Bodies Bodies und Talk to Me (beide 2022), hebe sich aber mit seinem neonfarbenen Bildstil und etlichen speziellen Einstellungen und stark choreografierten Kamerafahrten ab. Der wilde Genremix sei stark gespielt, äußerst beeindruckend umgesetzt und erschlage einen förmlich mit kreativem Einfallsreichtum, ohne ermüdend zu werden.